# 特拉迪阿雷亚
特拉迪阿雷亚是巴西南大河州的一个市镇。总面积135平方公里，总人口9793人，人口密度72.5人/平方公里。